# Diatrizoinska kiselina
Diatrizoinska kiselina (ili u anjonskom obliku diatrizoat), takođe poznata kao amidotrizojeva kiselina, ili 3,5-diacetamido-2,4,6-trijodobenzojeva kiselina, je radiokontrastni agens koji sadrži jod. Neka od prodajnih imena su: Hypaque, Gastrografin i Urografin (kombinacija soli natrijuma i meglumina).
Diatrizoat se smatra visoko-osmolalitskim kontrastnim agensom. Njegov osmolalitet je u opsegu od oko 1500 mOsm/kg (50% rastvor) do preko 2000 mOsm/kg (76% rastvor).

## Spoljašnje veze
|  | Molimo Vas, obratite pažnju na važno upozorenje u vezi sa temama iz oblasti medicine (zdravlja). |